# Lijst van voorzitters van het Benelux-parlement
Hieronder volgt een lijst van voorzitters van het Benelux-parlement.
| Termijn      | Naam lid                                  | Herkomst           | Partij   | Fractie                |
| ------------ | ----------------------------------------- | ------------------ | -------- | ---------------------- |
| 1957         | Frans Van Cauwelaert                      | Vlag van België    | CVP-PSC  | Christelijke fractie   |
| 1958         | Jaap Burger                               | Vlag van Nederland | PvdA     | Socialistische fractie |
| 1959         | Camille Linden                            | Vlag van Luxemburg | DP       | Liberale fractie       |
| 1960         | Marc-Antoine Pierson                      | Vlag van België    | BSP-PSB  | Socialistische fractie |
| 1961         | Frans-Jozef van Thiel                     | Vlag van Nederland | KVP      | Christelijke fractie   |
| 1962         | Romain Fandel                             | Vlag van Luxemburg | LSAP     | Socialistische fractie |
| 1963         | René Drèze                                | Vlag van België    | LP-PL    | Liberale fractie       |
| 1964         | Joke Stoffels-van Haaften                 | Vlag van Nederland | VVD      | Liberale fractie       |
| 1965         | Georges Wagner                            | Vlag van Luxemburg | CSV      | Christelijke fractie   |
| 1966         | Gaston Crommen                            | Vlag van België    | BSP-PSB  | Socialistische fractie |
| 1967         | Nico Geelkerken                           | Vlag van Nederland | ARP      | Christelijke fractie   |
| 1968         | Albert Berchem                            | Vlag van Luxemburg | DP       | Liberale fractie       |
| 1969         | Paul Herbiet                              | Vlag van België    | CVP-PSC  | Christelijke fractie   |
| 1970         | Maarten de Niet Gerritzoon                | Vlag van Nederland | PvdA     | Socialistische fractie |
| 1971 - 1972  | René Van den Bulcke                       | Vlag van Luxemburg | LSAP     | Socialistische fractie |
| 1973 - 1974  | Ferdinand Boey                            | Vlag van België    | PVV      | Liberale fractie       |
| 1975 - 1976  | Hans de Koster                            | Vlag van Nederland | VVD      | Liberale fractie       |
| 1977 - 1978  | Jean Winkin                               | Vlag van Luxemburg | CSV      | Christelijke fractie   |
| 1979 - 1980  | Tijl Declercq                             | Vlag van België    | CVP      | Christelijke fractie   |
| 1981 - 1982  | David van Ooijen                          | Vlag van Nederland | PvdA     | Socialistische fractie |
| 1983 - 1984  | Josy Eyschen, Josy Barthel                | Vlag van Luxemburg | DP       | Liberale fractie       |
| 1985 - 1986  | Jos Wijninckx                             | Vlag van België    | SP       | Socialistische fractie |
| 1987 - 1988  | Ben Hennekam                              | Vlag van Nederland | CDA      | Christelijke fractie   |
| 1989 - 1990  | Aly Schroeder                             | Vlag van Luxemburg | LSAP     | Socialistische fractie |
| 1991 - 1992  | Jean Bock                                 | Vlag van België    | PRL      | Liberale fractie       |
| 1993 - 1994  | Dick Dees                                 | Vlag van Nederland | VVD      | Liberale fractie       |
| 1995 - 1996  | Ady Jung                                  | Vlag van Luxemburg | CSV      | Christelijke fractie   |
| 1997 - 1998  | Chris Moors                               | Vlag van België    | CVP      | Christelijke fractie   |
| 1999 - 2000  | Piet Stoffelen, Willie Swildens-Rozendaal | Vlag van Nederland | PvdA     | Socialistische fractie |
| 2001 - 2002  | John Schummer                             | Vlag van Luxemburg | DP       | Liberale fractie       |
| 2003 - 2004  | Jean-Marie Happart                        | Vlag van België    | PS       | Socialistische fractie |
| 2005 - 2006  | Frans de Nerée tot Babberich              | Vlag van Nederland | CDA      | Christelijke fractie   |
| 2007 - 2008  | Roger Negri                               | Vlag van Luxemburg | LSAP     | Socialistische fractie |
| 2009 - 2010  | Bart Tommelein                            | Vlag van België    | Open Vld | Liberale fractie       |
| 2010 - 2012  | Jack Biskop                               | Vlag van Nederland | CDA      | Christelijke fractie   |
| 2013 - 2014  | Marcel Oberweis                           | Vlag van Luxemburg | CSV      | Christelijke fractie   |
| 2015 - 2016  | Maya Detiège                              | Vlag van België    | sp.a     | Socialistische fractie |
| 2017 - 2018  | André Postema                             | Vlag van Nederland | PvdA     | Socialistische fractie |
| 2019 - 2020  | Gusty Graas                               | Vlag van Luxemburg | DP       | Liberale fractie       |
| 2020 - 2022  | Patricia Creutz-Vilvoye                   | Vlag van België    | CSP      | Christelijke fractie   |
| 2022 - 2024  | Pim van Ballekom                          | Vlag van Nederland | VVD      | Liberale fractie       |
| 2025 - heden | Francine Closener                         | Vlag van Luxemburg | LSAP     | Socialistische fractie |